# Dreischor
Dreischor (Zeeuws: Dreister) is een dorp in de gemeente Schouwen-Duiveland, in de Nederlandse provincie Zeeland. Het dorp heeft 985 inwoners (1 januari 2023) die Reisenaers genoemd worden. Dreischor is een typisch voorbeeld van een ringdorp en daarom sinds 1972 een rijksbeschermd beschermd dorpsgezicht. In 2001 werd het dorp verkozen tot 'Groenste dorp van Europa'.

## Geschiedenis
Vanaf ongeveer 700 werden op de onbedijkte schorren schapen geweid. Omstreeks 1100 werden deze schorren voorzien van een dijk. De naam Dreischor stamt vermoedelijk af van de drie schorren (Beldert, Maye en Sirjansland) waaruit de polder oorspronkelijk bestond. De oudste vermelding van het dorp, als Dreeskiere, dateert uit 1206. Tijdens de Watersnood van 1287 werd Sirjansland van het eiland gescheiden en ontstond het Dijkwater. Tot 1374 was Dreischor een eiland; in dat jaar werden twee dammen gelegd zodat het werd verbonden met Schouwen.
In de veertiende eeuw werd met de bouw van de Sint-Adriaanskerk, een tweeschepige hallenkerk gewijd aan de heilige Adrianus, begonnen. Evenzo met de bouw van huis Windenburg, een kasteel dat in 1873 is afgebroken. De kerk staat nog steeds in het hart van het dorp. Om de kerk lag het kerkhof, dat rondom voorzien was van een gracht. Zowel de kerk als het kerkhof waren gewijd gebied. Hierdoor vormden zij een veilige vluchtplaats voor misdadigers. Heden ten dage is Dreischor een van de weinige dorpen waar nog een gracht rond de kerk aanwezig is. De korenmolen Aeolus aan de rand van het dorp stamt uit 1739.
Het dorp Dreischor staat bekend als vlasdorp. Jaarlijks wordt op iedere derde zaterdag van augustus de vlasdag gehouden. Deze traditie vindt plaats om in ere te houden dat in de polders van Dreischor vlas werd verbouwd. In de kleine boerderijen werd dit vlas bewerkt en verwerkt tot diverse producten. Ook de teelt en verwerking van meekrap was van belang. Om de wortels van deze plant te verwerken tot kleurstof beschikten landbouwers die meekrap teelden gezamenlijk over een meekrapstoof. Een voorbeeld van zo'n installatie is nog te zien in het nabij gelegen Noordgouwe.
Tijdens de watersnood van 1953 vielen 531 slachtoffers op Schouwen-Duiveland, waarvan 32 in het buitengebied van Dreischor. De slachtoffers vielen onder diegenen die hun huizen hadden verlaten. In het centrum van het dorp stond het water "schouderhoog". Een huis is ingestort.
Tot 1961 was Dreischor een zelfstandige gemeente. In het kader van een gemeentelijke herindeling werd het dorp met Brouwershaven, Zonnemaire en Noordgouwe samengevoegd tot de gemeente Brouwershaven. In 1997 werd deze gemeente met vijf andere gemeenten samengevoegd tot de gemeente Schouwen-Duiveland.

## Bezienswaardigheden

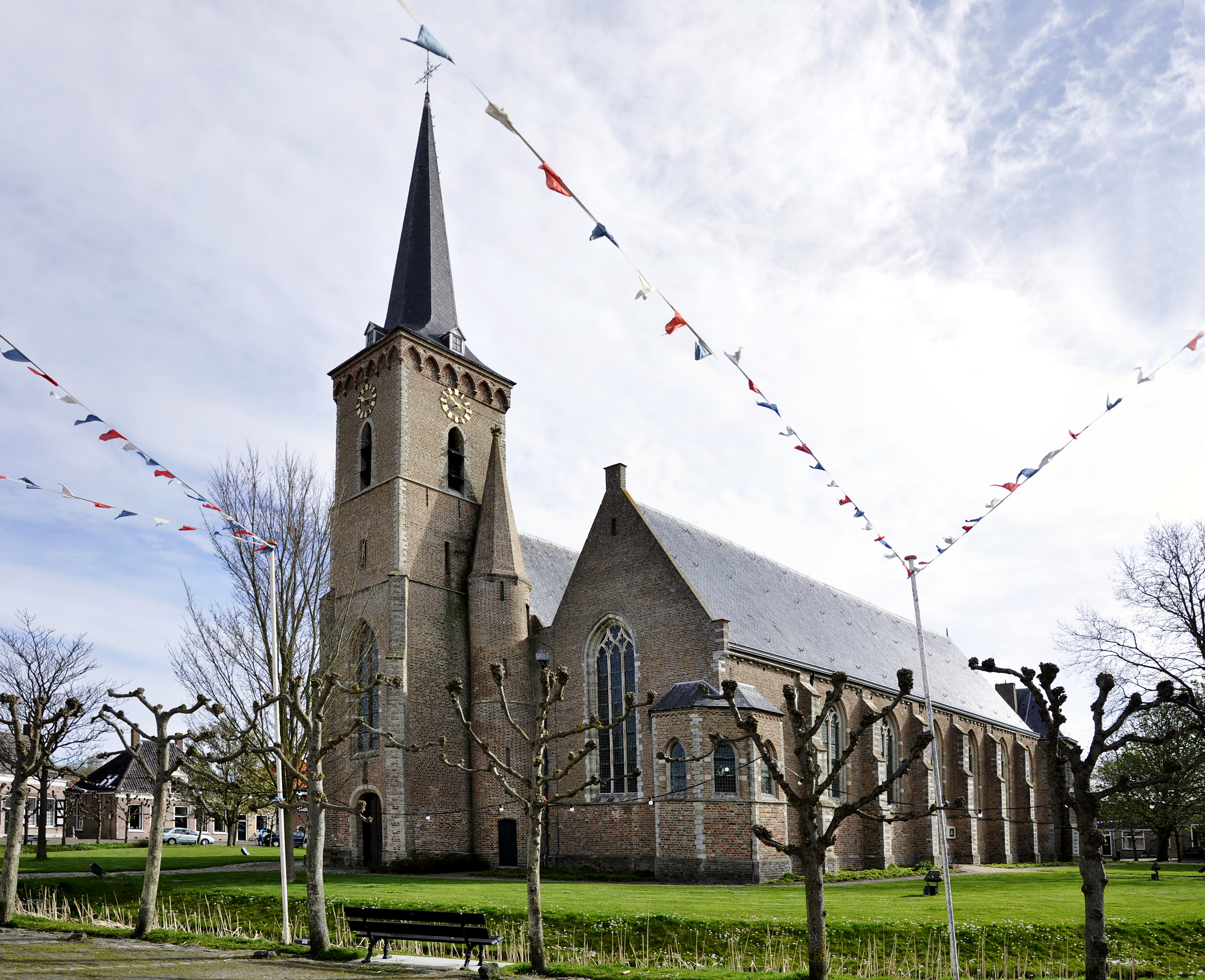
Sint-Adriaanskerk

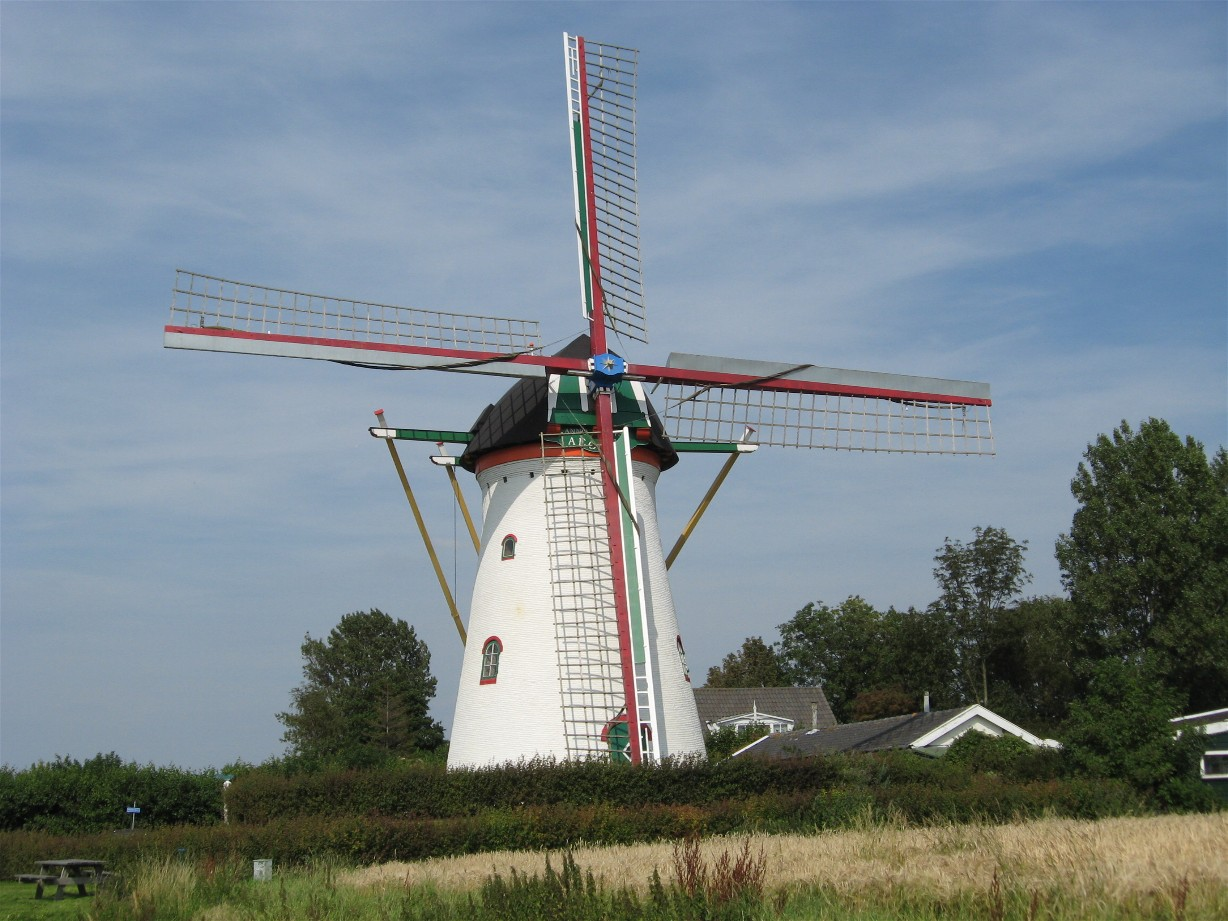
Molen Aeolus

- Sint-Adriaanskerk met daaromheen gelegen gracht en ring van huizen
- Korenmolen Aeolus
- Streek- en landbouwmuseum Goemanszorg
- Een Pasveersloot, de voormalige waterzuivering

Het gemaal van Dreischor aan de Grevelingen - met daar vlakbij een kunstrif gemaakt van "reefballs" - is een duikplaats voor duikers uit Nederland, België en Duitsland.

## Wapen en vlag
Het wapen van Dreischor is een sprekend wapen en bestaat uit drie schapen op een schor van sinopel (groen) in een veld van azuur (blauw). De drie schapen vertegenwoordigen de drie schorren waaruit het eiland Dreischor ontstaan zou zijn. Het komt voor op een schilderij uit 1540 en werd als gemeentewapen bevestigd op 31 juli 1817.
De vlag is gebaseerd op de kleuren van het wapen en bestaat uit een diagonale witte baan in een blauw vlak. Op de baan staan drie groene ovalen, die de drie schorren voorstellen. De vlag werd vastgesteld door de gemeenteraad op 7 april 1954, waarmee Dreischor de eerste gemeente was op Schouwen-Duiveland met een officieel vastgestelde vlag.

## Natuur
Rondom het dorp Dreischor zijn een aantal natuurgebieden te vinden. Zo grenst Dreischor aan het natuurgebied de Grevelingen en de slikken van Dijkwater. In de nabijheid van het dorp Dreischor zijn voorzieningen aangelegd voor de duiksport in het Grevelingenmeer. In de Slikken van Dijkwater is een wandelroute aangelegd.

## Geboren in Dreischor
- Jacobus Zovitius Driescharus (1512-?), humanist, leraar en toneelschrijver
- Willem Hendrik Kam (1844–1925), architect
- Jan Kip (1851-1958), oudste man van Nederland
- Jacob Pattist (1876-1946), Nederlands-Hervormd predikant
- Jan Willem Barendregt (1880-1964), schilder en graficus
- Peter Slager (5 mei 1969), bassist en tekstschrijver van de band BLØF

## Externe link

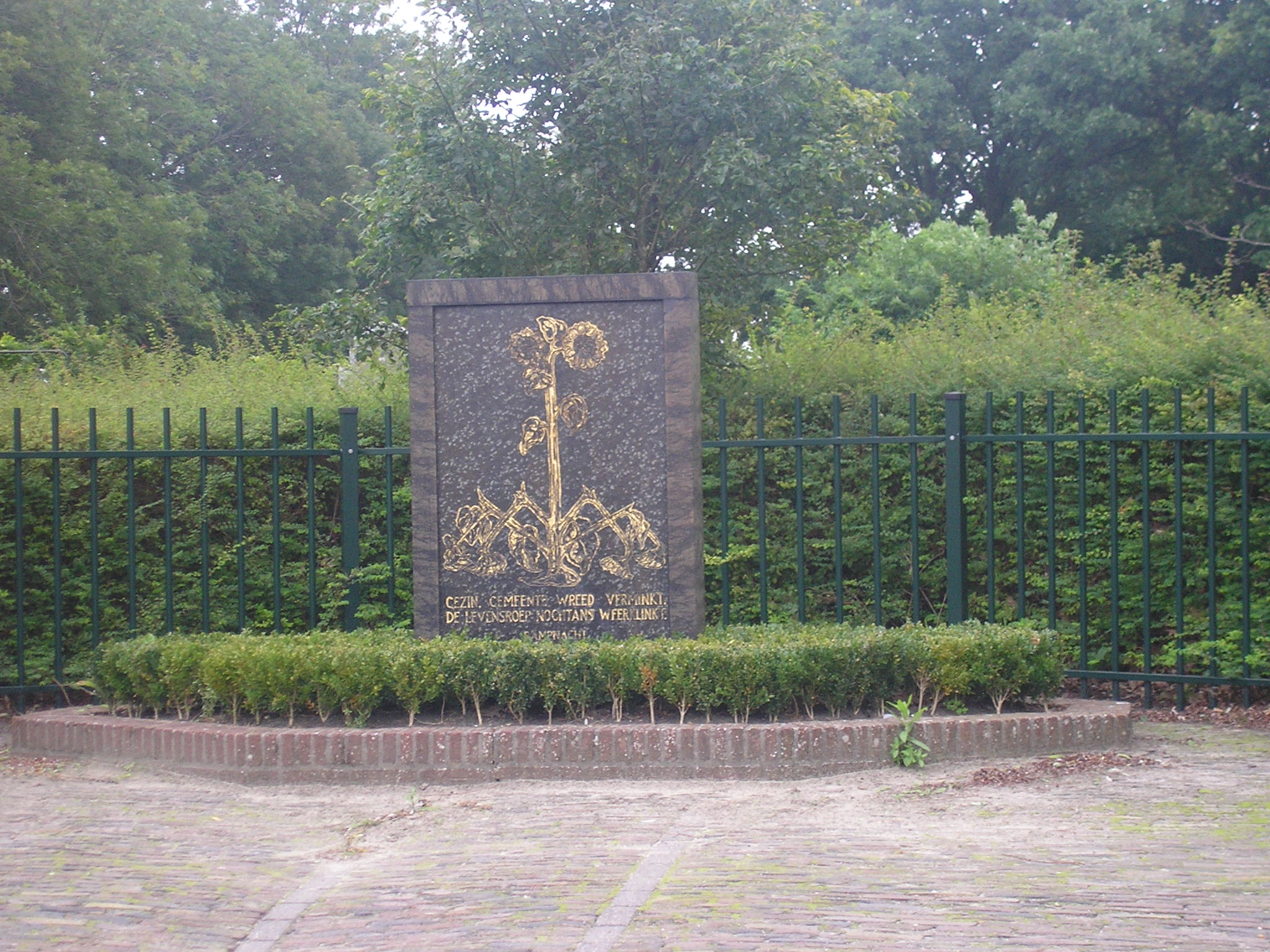
Monument Watersnoodramp 1953 van Frederik Hoevenagel bij begraafplaats.
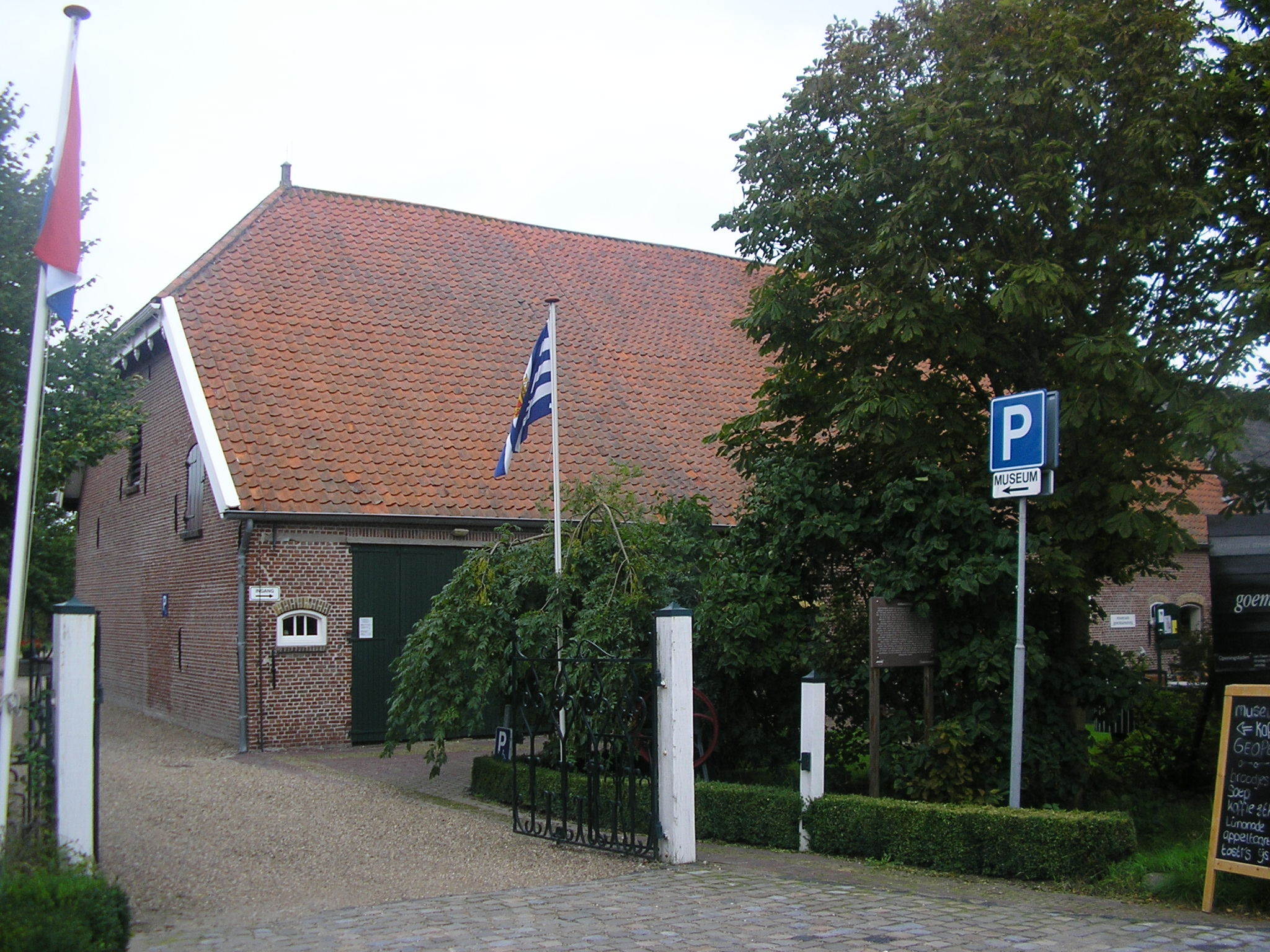
Museum Goemanszorg.
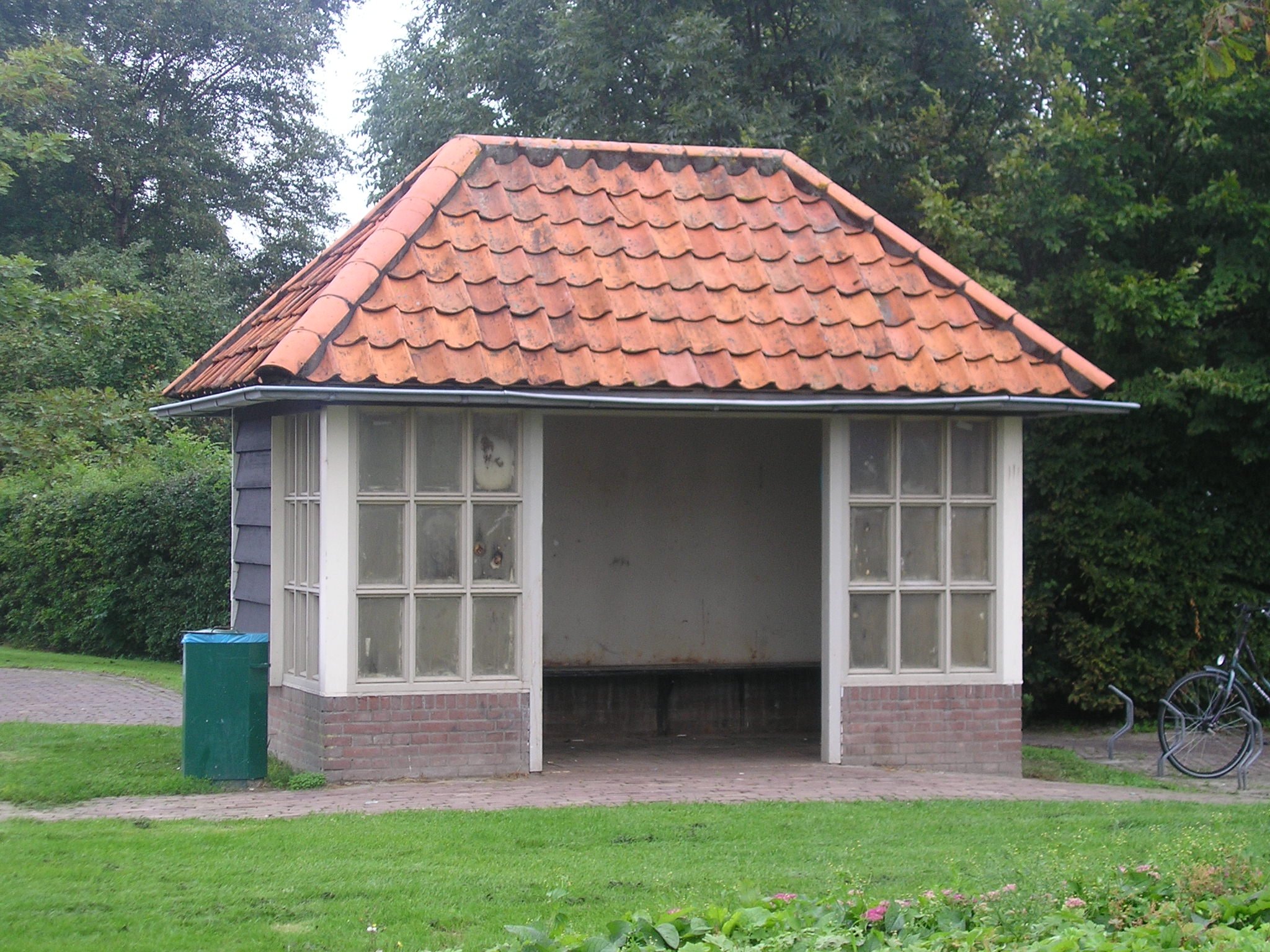
Praethuusje, in het Nederlands betekent dit Praathuisje.
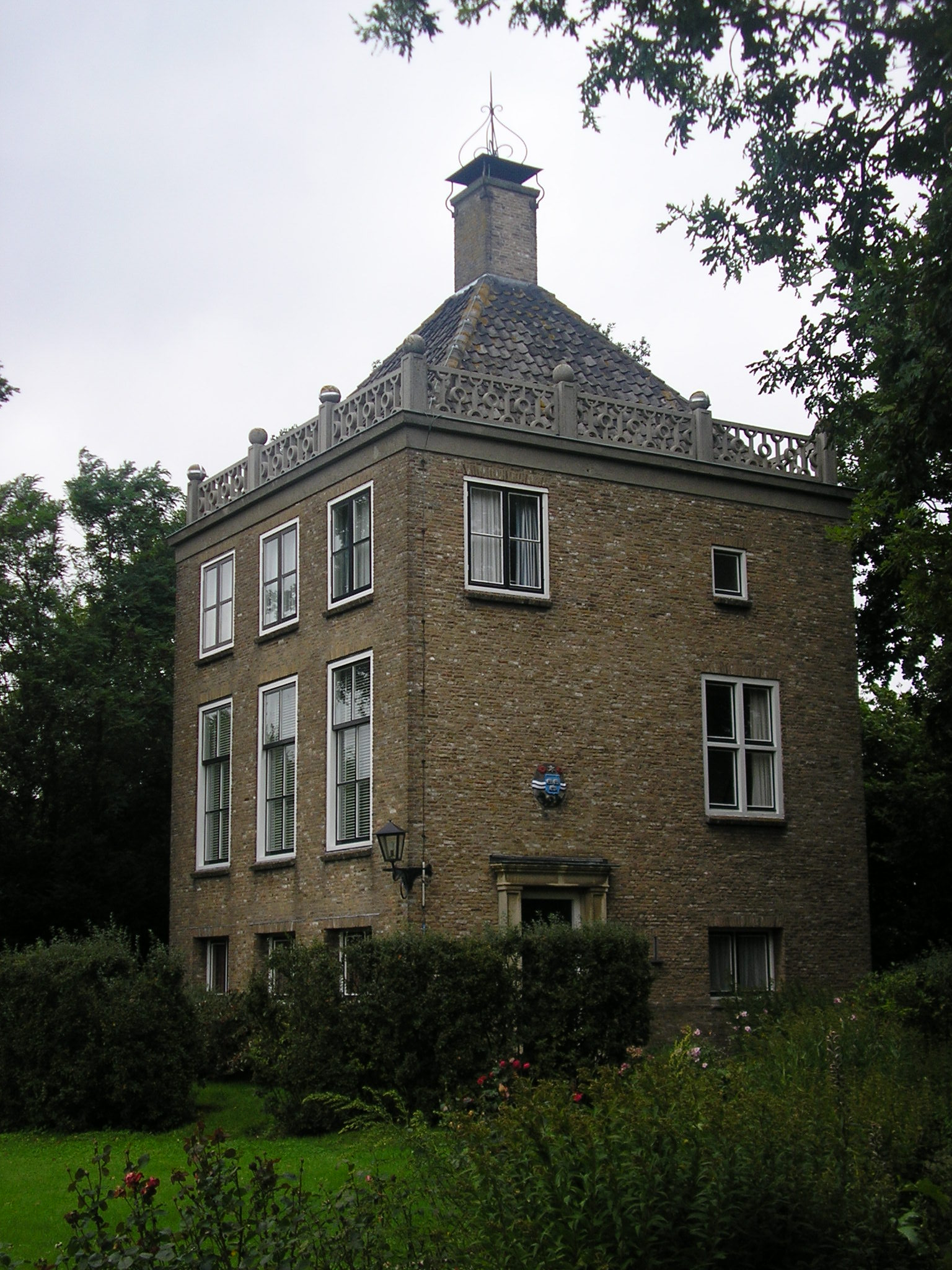
Voormalige burgemeesterswoning. Op de plek van deze burgemeesterswoning stond voorheen het huis Windenburg.
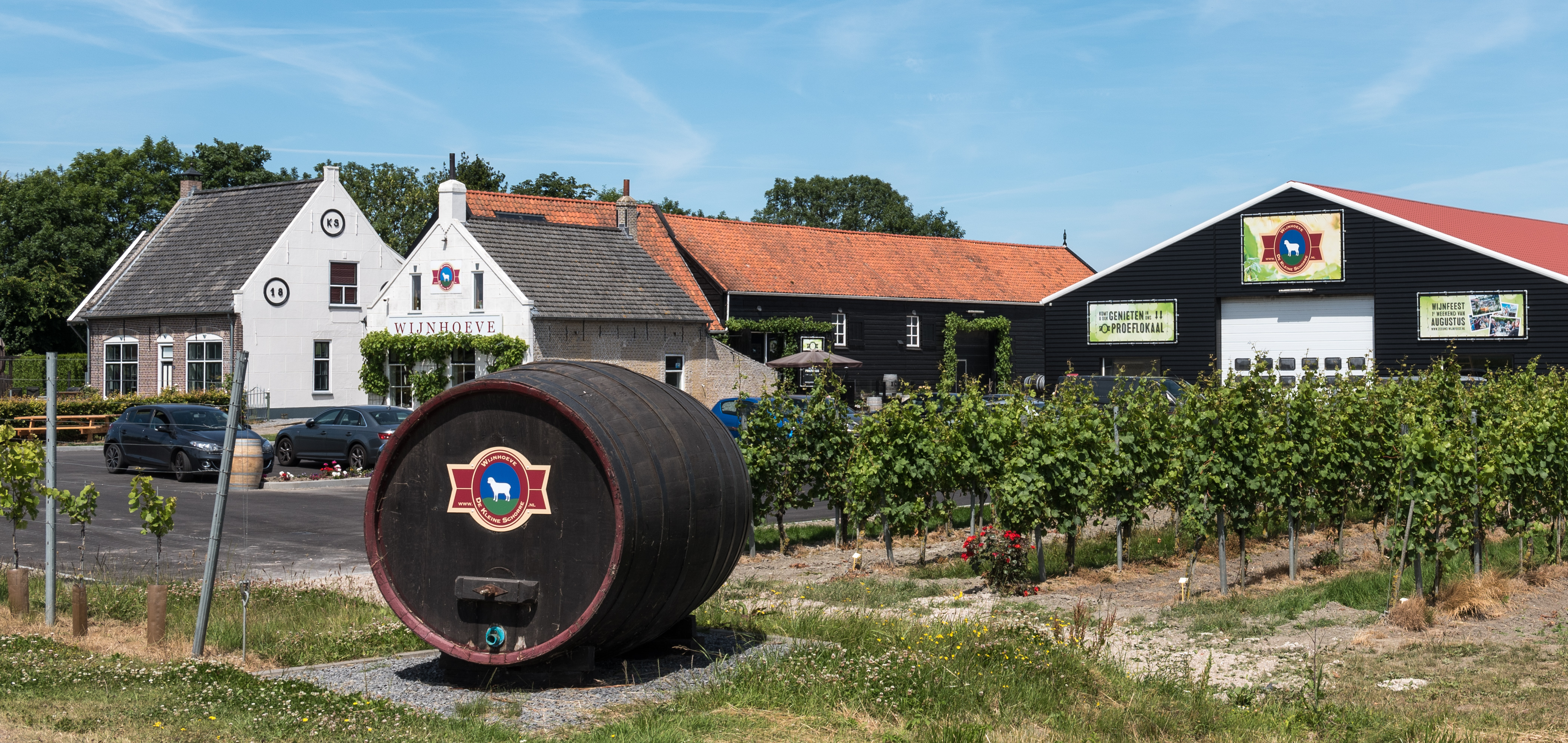
Wijnhoeve De Kleine Schorre.